# Georges Thill
Georges Thill (París, 14 de desembre de 1897 - Draguinhan, 17 d'octubre de 1984) va ser un tenor francès.
Pupil del cèlebre tenor napolità Fernando De Lucía (1860-1925), va debutar a l'Òpera parisenca el 1924. La seva esplendor vocal va ser en la dècada del 30 però va cantar fins a 1953.
Va cantar en l'Opéra-Comique, La Scala, Roma, Verona, Òpera de l'Estat de Viena, Covent Garden i el Metropolitan Opera com Romeo, Cavaradossi (a Tosca amb Maria Jeritza), Faust (amb Elisabeth Rethberg) i a Lakmé amb Lily Pons.
Va ser favorit al Teatro Colón de Buenos Aires on va aparèixer entre 1929 i 1939 en diversos personatges com Calaf (al costat de Rosa Raisa), Manon (al costat de Ninon Vallin, Louise, Sadko, Romeo, Samson, Don Jose (al costat de Gabriela Besanzoni), Don Carlo, Canio, Andrea Chenier (amb Lina Bruna Rasa) i d'altres.
Va aparèixer en films de l'època i la seva interpretació de Werther de Massenet és el patró pel qual es mesuren altres interpretacions. El duo que integrà amb Ninon Vallin va ser llegendari.